# Rolf Mulka
Rolf Theodor Heinz Mulka (23 de novembro de 1927 — 14 de julho de 2012) foi um velejador alemão, medalhista olímpico. Ele competiu nos Jogos Olímpicos de Verão de 1960 na classe Flying Dutchman e conquistou a medalha de bronze, ao lado de Ingo von Bredow, como representantes da Equipe Alemã Unida. Por seus sucessos esportivos, ele e seu parceiro von Bredow receberam a Silver Laurel Leaf em 9 de dezembro de 1960.
Mulka era filho de Robert Mulka que no campo de concentração de Auschwitz, era ajudante do comandante do campo, Rudolf Höß, da SS-Obersturmbannführer.